# Fuchiba similis
Espèce
Fuchiba similis est une espèce d'araignées aranéomorphes de la famille des Trachelidae.

## Distribution
Cette espèce est endémique du KwaZulu-Natal en Afrique du Sud,. Elle se rencontre dans la forêt d'État de Ngome.

## Description
La femelle holotype mesure 4,70 mm.

## Publication originale
- Haddad & Lyle, 2008 : Three new genera of tracheline sac spiders from southern Africa (Araneae: Corinnidae). African Invertebrates, vol. 49, no 2, p. 37-76.